# Obere Angara
Die Obere Angara (russisch Ве́рхняя Ангар́а/Werchnjaja Angara; burjatisch Дээдэ Ангар) ist ein 438 km langer, nordöstlicher Zufluss des Baikalsees in Ostsibirien (Russland, Asien).

## Verlauf
Die Obere Angara entspringt unmittelbar westlich der Grenze der Republik Burjatien zur Oblast Irkutsk im Bereich des Zusammentreffens des Deljun-Uran-Gebirges im Norden und des Nördlichen Mujagebirges (Seweromuisker Gebirge) im Süden. Ihr gespeister Ursprung liegt auf etwa 1600 m Höhe und besteht aus mehreren kleinen Gebirgsseen (um 2000 m). Dazu gehört beispielsweise der Melkowsee.
Zunächst fließt die Obere Angara, die in westsüdwestlicher Richtung das Territorium Burjatiens durchschneidet, als Gebirgsfluss durch ein enges Tal, wobei sie zahlreiche Stromschnellen bildet. Bei Jantschukan erreicht sie die Obere Angarasenke. Diese bis über 50 km breite tektonische Senke stellt die Fortsetzung der Baikalsenke in nordöstlicher Richtung dar und ist auf beiden Seiten durch Hochgebirge begrenzt: im Norden durch das Obere Angaragebirge (Werchneangarsker Gebirge), im Süden durch den Westteil des Nördlichen Mujagebirges und näher auch im Süden durch das zum Baikalsee das Bargusingebirge. Im Bereich der relativ ebenen, vielfach sumpfigen Senke bildet die Obere Angara streckenweise Altarme und Mäander aus.
Vor seiner Mündung hat der Fluss mit der nördlicheren Kitschera ein über 400 km² großes gemeinsames Delta, das unterhalb des Dorfs Werchnjaja Saimka beginnt. Etwa 15 km oberhalb der Mündung ist die Obere Angara durch einen 15 km langen, größeren Nebenarm (Angarakan; nicht zu verwechseln mit dem gleichnamigen Zufluss des Oberlaufes) mit dem Unterlauf der Kitschera verbunden. Seit der Anhebung des Wasserspiegels des Baikalsees durch die Errichtung des Irkutsker Stausees an der Angara um ca. einen Meter, steht der Südwestteil des Deltas dauerhaft unter Wasser und bildet ein Baikalski Sor genanntes Flachwassergebiet. Es wird durch die niedrige, sandige Nehrung Jarki vom See abgetrennt. Nach Durchfließen des Deltas mündet der Hauptarm der Oberen Angara knapp 35 km ostnordöstlich der Stadt Sewerobaikalsk bzw. rund 22 km ostsüdöstlich von Nischneangarsk in den Nordostteil des Baikalsees.

## Zuflüsse
Zu den Zuflüssen der Oberen Angara gehören (flussabwärts betrachtet; mit Länge in Kilometern): Angarakan (64 km), Jantschukan (47 km), Jantschui (87 km), Gonkuli (82 km), Kotera (244 km) und Swetlaja (119 km) von links sowie Tschuro (124 km) von rechts.

## Hydrographie
Das Einzugsgebiet der Oberen Angara ist 21.400 km² groß. Oberhalb des Mündungsdeltas erreicht der Fluss eine Breite von über 300 m und 1,5 m Tiefe; die Fließgeschwindigkeit beträgt 0,5 m/s.
Die mittlere Wasserführung beträgt beim Dorf Werchnjaja Saimka, oberhalb des Mündungsdeltas und 31 km oberhalb der Mündung 260 m³/s, bei einem minimalen monatlichen Mittel von 61,4 m³/s im März und einem maximalen monatlichen Mittel von 828 m³/s im Juni. Ihrem Delta entfließen 263 m³/s (8,3 km³/Jahr) Wasser, womit die Obere Angara nach der Selenga und vor dem Bargusin zweitwasserreichster Zufluss des Baikalsees ist.
Die Obere Angara ist von Anfang Oktober bis Anfang Mai von Eis bedeckt.

## Infrastruktur
Die Obere Angara ist auf 214 km Länge vom Dorf Uojan bis zur Mündung als Wasserstraße ausgewiesen, für kleinere Fahrzeuge bereits ab Anlegestelle Kamniokan (270 km). Ebenso sind der Unterlauf des Nebenflusses Kotera (21 km bis zum Dorf Kumora) und der Mündungsarm Angarakan mit dem Unterlauf der Kitschera schiffbar.
In den 1970er Jahren wurden Eisenbahnstrecke Baikal-Amur-Magistrale und die ihr folgende Straße durch die Obere Angarasenke geführt. Sie folgen dem Fluss auf knapp 200 km Länge bis zur Einmündung des Nebenflusses Angarakan. Die Bahnstrecke überquert den Fluss auf einer 350 m langen Brücke oberhalb des Dorfes Uojan. Wenige Kilometer südöstlich dieser Brücke entstand die bedeutendste Station dieses Streckenabschnittes: Nowy Uojan. Die zugehörige Siedlung städtischen Typs ist mit heute rund 4500 Einwohnern größter Ort in Flussnähe.